# Думбрава, Букура
Букура «Фани» Думбрава (рум. Bucura Dumbravă; 28 декабря 1868, Братислава — 26 января 1926, Порт-Саид) — рожденная в Венгрии, румынская романистка, пропагандистка культуры, путешественница и теософ. Ее литературные работы, в основном написанные на немецком языке, охватывали романтические истории о легендарных подвигах героев хайдуков. Они принесли ей коммерческий успех как в немецкоязычной Европе, так и в Румынии.
Думбрава пропагандировала сразу несколько культурных проектов: но в основном её деятельности была направлена на развитие туризма и сохранение окружающей среды в Румынии. Она была активной путешественницей и альпинисткой, основав некоторые из первых в стране туристических клубов. Ее путевые очерки остаются стандартом в румынской литературе по сей день, хотя её художественная работа, как правило, мало упоминается.
На протяжении большей части своей карьеры Думбрава содействовал включению женщин в румынское масонство. В пожилом возрасте её работы в основном сосредоточились на спиритуализме, и, будучи ученицей Джидду Кришнамурти, она создала Румынскую ложу Теософического Общества. Умерла от малярии во время возвращения из Британской Индии, посетив теософическую конференцию в Адьяре. Её тело было кремировано, а прах перевезён в Румынию в египетской вазе.

## Биография

### Ранняя жизнь
Будущая писательница родилась в Братиславе (тогда — Прессбург); её отец имел либо венгерско-словацкие, либо словацко-венгерские корни; по материнской линии она была этнической немкой. Сама Думбрава воспитывалась в немецкой культуре и поэтому часто воспринималась окружающими как «немка». Думбрава провела свое раннее детство, перемещаясь между различными частями Австро-Венгрии, посетив Вену в возрасте 4 лет. Год спустя ее семья эмигрировала в Королевство Румыния, поскольку состояла в дружеских отношениях с румынским королём Каролем I. Отец Думбравы работал руководителем страхового общества, а некоторые историки считают его также и руководителем масонской ложи «zur Brüderlichkeit».
Королевская семья вскоре обратила внимание на игру Фанни на фортепиано, её талант писать стихи на немецком языке и страсть к чтению румынской романтической литературы. При дворе в Синая она стала доверенным лицом и фрейлиной королевы Елизаветы, а в июле 1884 года — вступила в высшее общество в качестве гостя королевской четы.
В 1886 году Думбрава стала филантропом и общественной активисткой: она основала Общество Тибишуа и предоставила здание воскресной школы для детей более низких слоёв. В более поздние годы она была, в основном, музыкальным критиком, «арт-промоутером», исследователем в Румынской академии и преподавателем религиозных дисциплин, работая со скульптором Кэрол Шторк и музыковедом Ион Попеску-Пасареа. В 1905 году Думбрава, вместе с политиком Винтилэ Брэтиану, создала обществом «Чиндиа» для сохранения и развития румынского фольклора: в частности, народных танцев.
Фанни последовала масонским убеждениям своего отца и присоединилась к такому противоречивому течению как «Смешанное масонство». Она переписывалась с Анни Безант и Le Droit Humain.

### Литературный дебют
Впервые Думбрава опубликованала книгу — «Der Haiduck» (1908) — в издательстве В. Вундерлинга в Регенсбурге. В том же году книга увидела свет и в Бухаресте, будучи переведённой Теодором Никой (второе издание и третье издание — 1911, четвертое издание — 1914). Поскольку личность автора скрывалась под псевдонимом, книга пользовалась спросом за счёт «очарования таинственности», а некоторые читатели даже предположили, что это была литературная попытка самой королевы Елизаветы.
В литературном журнале «Mercure de France» исторический роман «Der Haiduck» описывался как работа «первых патриотов Румынии» с «захватывающим сюжетом» и «совершенно адекватной трезвостью» тона. В Трансильвании критик Илари Ченди сообщил, что был приятно удивлен и книгой, и хорошим приемом, который она получила в Германии. По словам Ченди, эта работа отличалась положительным изображением румынских крестьян, их «чистым и древним образом жизни». Эта работа была подвергнута критике за то, что она увековечила отрицательный миф об Николае Абраше (или «Ябраше») — главном союзнике Джиану — как о предателе хайдукского повстанческого движения.
Второе издание романа вышло с предисловием королевы Елизаветы (под псевдонимом «Кармен Сильва»). Тогда же Думбрава завершила свою «историю восстания Валахии в 1821 году», названную ею «Der Pandur». Новая книга также была опубликована в Германии, а затем полностью была переведена на румынском языке автором. В центре нового повествования был народный герой Тудор Владимиреску, изображенный как олицетворение национального пробуждения, но также — и как безжалостный полководец и недалёкий политик. Заключительная часть трилогии, посвященной Валашской революции 1848 года, была случайно сожжена — прежде чем была опубликована. Думбрава не вернулась к этой работе, но к 1918 году задумала другой роман, условно названный ею «Книгой Сивиллы».